# John Percy

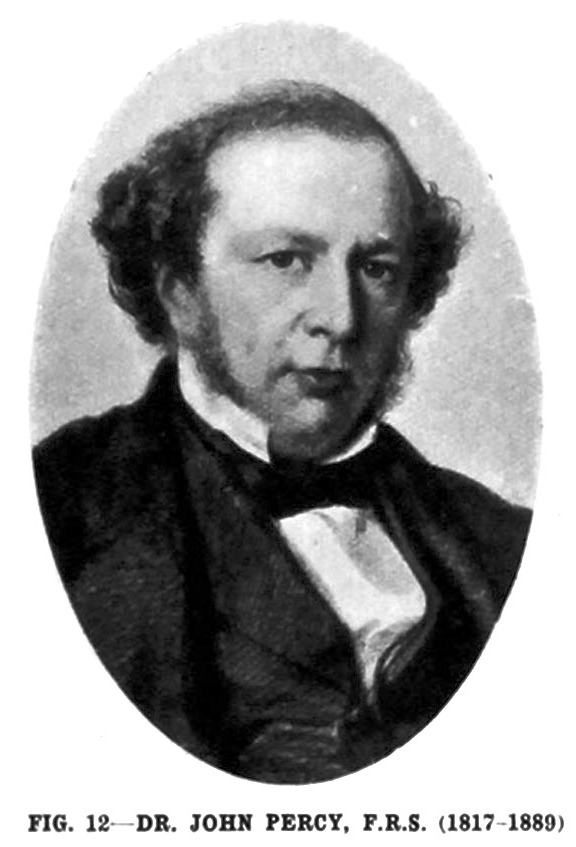
John Percy

John Percy (* 23. März 1817 in Nottingham; † 19. Juni 1889 in London) war ein englischer Arzt, Chemiker und widmete sich als Techniker der Metallurgie.

## Leben und Wirken
Percy war ein Sohn des Juristen Henry Percy. Seine Schulzeit verbrachte erst auf einer Privatschule in Southampton, bevor er – wieder in seiner Heimatstadt – an einer höheren Schule bei William Grisenthwaite medizinisch-naturwissenschaftliche Vorlesungen hörte. Begeistert von der Chemie, wollte Percy Chemiker werden, doch nach dem Wunsch seines Vaters musste er Medizin studieren. Im April 1834 ging Percy deshalb zusammen mit seinem Bruder Edmund nach Paris.
Nach seinen ersten Eindrücken an der medizinischen Fakultät, wurde Percy Student bei Joseph Louis Gay-Lussac, Louis Jacques Thénard und Adrien Henri Laurent de Jussieu. Auf Anregung seiner Lehrer unternahm er 1836 Studienreisen durch die Schweiz und durch Südfrankreich, von denen er viele mineralogische und botanische Proben mitbrachte. Im Herbst desselben Jahres ging er an die University of Edinburgh und studierte dort u. a. bei Charles Bell. 1838 konnte er dieses Studium erfolgreich mit einem Dr. med. abschließen. Seine Dissertation über die Veränderung des Gehirns durch Alkoholvergiftung wurde mit einer Goldmedaille prämiert. Während seines Aufenthalts in Edinburgh befreundete er sich u. a. mit Eward Forbes.
Im Juni 1839 heiratete er in Birmingham Grace Mary († 1880), eine Tochter von John Edward Piercey of Warley Hall. Noch im selben Jahr berief man Percy als Arzt an das Queen’s Hospital (Birmingham), doch er praktizierte dort nie als Arzt, sondern hielt nur Vorlesungen über organische und pathologische Chemie am angeschlossenen Queen’s College.
Zu dieser Zeit interessiert sich Percy fast ausschließlich für die Verhüttung und andere metallverarbeitende Prozesse der örtlichen Industrie. Ab 1846 forschte er zusammen mit David Forbes (1828–1876) und William Hallowes Miller (1801–1880); ein Schwerpunkt waren dabei kristallisierte Schlacken.
1847 berief man Percy zum Fellow der Royal Society. Des Weiteren war er Mitglied im Athenaeum und Garrick Club.
Er beschäftigte sich neben Metall auch mit den Arbeitsabläufen in Glashütten; u. a. versuchte er die Arbeiten von Adolf Patera (1819–1894) in Joachimsthal und Russell in den USA zu optimieren und weiterzuentwickeln.
1851 nahm man Percy als Fellow in die Geological Society of London auf und berief in zum Lektor für Metallurgie an die im selben Jahr gegründete Government School of Mines and Science Applied to the Arts. Dort machte er auch die Bekanntschaft von Henry Thomas de la Bèche.
Seit 1851 lebte Percy zusammen mit seiner Ehefrau in London in einem stattlichen Anwesen am Gloucester Crescent am Hyde Park. Er starb am 19. Juni 1889 im Alter von 72 Jahren in London und fand dort auch seine letzte Ruhestätte.

## Ehrungen
- 1876: Bessemer Medal[1]
- 1887: Millar Prize[2]
- 1889: Albert Medal[3]

## Werke (Auswahl)
- Experiments on the presence of alcohol in the ventricles of the brain after poisoning by that liquid. 1839.
- On the manufacture of Russian sheet-iron. London 1871.
- On the metallurgical treatment and assaying of gold ores. 2. Auflage. London 1853.
  1. On fuel, copper, zinc, and brass.
  2. On iron and steel.
  3. On lead.
  4. On silver and gold.

  - deutsche Übersetzung: Die Metallurgie. Gewinnung und Verarbeitung der Metalle und ihrer Legierungen in praktischer und theoretischer, besonders chemischer Beziehung. Vieweg, Braunschweig 1872 (übersetzt von Friedrich Ludwig Knapp, Hermann Wedding und Karl Friedrich Rammelsberg)

  1. Lehre von den metallurgischen Prozessen im Allgemeinen und den Schlacken, die Lehre von den Brennstoffen und den feuerfesten Materialien als Einleitung und die Metallurgie des Kupfers, des Zinks und der Legierung aus beiden. 1862
  2. Ausführliches Handbuch der Eisenhüttenkunde. 1864/1888 (3 Bände)
  3. Die Metallurgie des Bleies und die Scheidung des Silbers vom Blei. 1872.
  4. Die Metallurgie des Silbers und Goldes. 1881.